# Kryniczno (gromada)
Kryniczno (od 1 I 1960 Rakoszyce) – dawna gromada, czyli najmniejsza jednostka podziału terytorialnego Polskiej Rzeczypospolitej Ludowej w latach 1954–1972.
Gromady, z gromadzkimi radami narodowymi (GRN) jako organami władzy najniższego stopnia na wsi, funkcjonowały od reformy reorganizującej administrację wiejską przeprowadzonej jesienią 1954 do momentu ich zniesienia z dniem 1 stycznia 1973, tym samym wypierając organizację gminną w latach 1954–1972.
Gromadę Kryniczno z siedzibą GRN w Krynicznie utworzono – jako jedną z 8759 gromad na obszarze Polski – w powiecie średzkim w woj. wrocławskim, na mocy uchwały nr 27/54 WRN we Wrocławiu z dnia 2 października 1954. W skład jednostki weszły obszary dotychczasowych gromad Kryniczno, Chwalimierz, Jugowiec, Juszczyn, Wojczyce, Gozdawa i Rakoszyce ze zniesionej gminy Rakoszyce w tymże powiecie. Dla gromady ustalono 19 członków gromadzkiej rady narodowej.
1 stycznia 1960 z gromady Kryniczno wyłączono wsie Chwalimierz, Juszczyn i Jugowiec, włączając je do nowo utworzonej gromady Środa Śląska w tymże powiecie; do gromady Kryniczno włączono natomiast obszar zniesionej gromady Świdnica Polska tamże. Po zmianach tych gromadę Kryniczno zniesiono, przenosząc siedzibę GRN z Kryniczna do Rakoszyc i zmieniając nazwę jednostki na gromada Rakoszyce.